# فهرست کانال‌های تلویزیونی فارسی‌زبان
این فهرستی از شبکه‌های تلویزیونی فارسی‌زبان و منحل شده است که بر اساس کشور مبدأ سازماندهی شده‌اند.

## مستقر در ایران
- شبکه یک
- شبکه دو
- شبکه سه
- شبکه چهار
- شبکه نسیم
- شبکه خبر
- شبکه آموزش
- شبکه قرآن
- شبکه مستند
- شبکه شما
- شبکه نمایش
- شبکه ورزش
- شبکه کودک و نوجوان سیما
- شبکه هدهد
- شبکه سلامت
- شبکه تماشا
- شبکه خبر ۲
- شبکه تهران
- شبکه افق
- شبکه امید
- شبکه ایران‌کالا
- آی‌فیلم
- شبکه جهانی جام جم
- شبکه سحر
- هیسپان‌تی‌وی
- پرس تی‌وی
- شبکه العالم
- الکوثر
- شبکه الاهواز
- شبکه سهند
- شبکه آذربایجان
- شبکه سبلان
- شبکه اصفهان
- شبکه اشراق
- شبکه البرز
- شبکه افلاک
- شبکه آفتاب
- شبکه باران
- شبکه بوشهر
- شبکه دنا
- شبکه فارس
- شبکه سبز
- شبکه هامون
- شبکه ایلام
- شبکه جهان‌بین
- شبکه کرمان
- شبکه زاگرس
- شبکه خلیج فارس
- شبکه خوزستان
- شبکه خاوران
- شبکه خراسان رضوی
- شبکه اترک
- شبکه کردستان
- شبکه نور
- شبکه قزوین
- شبکه سمنان
- شبکه همدان
- شبکه تابان
- شبکه تبرستان
- شبکه آبادان
- شبکه مهاباد
- شبکه کیش
- شبکه آرا
- شبکه نوا
- شبکه نما
- شبکه مثبت پویا
- شبکه لبیک
- شبکه حبیب
- شبکه جهانی فاطمه زهرا
- شبکه جهانی بیت العباس
- شبکه جهانی ولایت
- شبکه اینترنتی قیدار
- شبکه سربداران
- شبکه جهانی جنة البقیع
- شبکه ناسوکا تیوی

## مستقر در افغانستان
- تلویزیون ملی افغانستان
- رادیو تلویزیون تعلیمی و تربیتی افغانستان
- تلویزیون صدای افغانستان
- تلویزیون راه فردا
- تلویزیون باختر
- تلویزیون تمدن
- تلویزیون آرزو
- تلویزیون یک
- تلویزیون آریا
- تلویزیون عصر
- تلویزیون طلوع
- طلوع‌نیوز
- تلویزیون لمر
- تلویزیون فارسی ۱
- تلویزیون آریانا افغانستان
- تلویزیون آریانا
- تلویزیون وطن
- تلویزیون آینه
- تلویزیون نور
- تلویزیون نورین
- تلویزیون میوند
- تلویزیون ورزشی ۳
- تلویزیون سبا
- تلویزیون ساقی
- تلویزیون کوثر
- تلویزیون ملت
- تلویزیون افغان
- تلویزیون ملت
- تلویزیون خراسان
- تلویزیون تمدن
- تلویزیون خورشید

## مستقر در تاجیکستان
- شبکهٔ فوتبال
- شبکهٔ ورزش
- تلویزیون تاجیکستان
- تلویزیون جهان‌نما
- تلویزیون بهارستان
- تلویزیون سینما یک

## مستقر در بریتانیا
- تلویزیون فارسی بی‌بی‌سی
- ایران اینترنشنال
- شبکه کلمه
- منوتو[۱]
- افغانستان اینترنشنال

## مستقر در ایالات متحده آمریکا
- ایران اینترنشنال
- شبکه اندیشه
- تلویزیون ایرانیان
- آونگ موزیک
- تپش
- رادیو جوان
- شبکه مادر
- تلویزیون آمو

## مستقر در ترکیه
- گروه رسانه‌ای جم تی وی (استانبول، ۲۰۰۶)
- تی آر تی فارسی (استانبول، ۲۰۲۴)
- پی‌ام‌سی (۲۰۰۳ دبی محل استقرار کنونی استانبول)، (در زمینه پخش موزیک به زبان فارسی، عربی و ترکی)

## سایر
- العربیه فارسی (دبی، امارات، ۲۰۰۳)
- ITN1 (کانادا)
- ITN2 (کانادا)
- فارسی۱ (امارات متحده عربی، ۲۰۰۹)
- ام‌بی‌سی پرشیا (دبی، ۲۰۰۸)
- نور تی‌وی (دبی، ۲۰۱۰)
- گروه رسانه‌ای پرشیانا (فرانسه، ۲۰۱۹)
- سیمای آزادی (اروپا، ۱۹۸۷)
- نواهنگ (فنلاند)
- تلویزیون گنج حضور